# Kostel Neposkvrněného početí Panny Marie (Želešice)
Kostel Neposkvrněného početí Panny Marie je římskokatolický chrám v obci Želešice v okrese Brno-venkov. Je chráněn jako kulturní památka České republiky. Je farním kostelem želešické farnosti.

## Historie
V 80. letech 15. století byla v Želešicích postavena gotická kaple (dokončena 1491), jejíž část tvoří současný polygonálně ukončený presbytář. K lodi kaple byla v roce 1676 přistavěna kaple svatého Josefa, v roce 1722 došlo k barokním úpravám celé stavby. Roku 1795 byla kaple svatého Josefa zbořena a její materiál byl použit k prodloužení kostelní lodě. K severní straně kněžiště přiléhá hranolová věž, k jižní straně lodi je přistavěna předsíň.
U kostela se nachází hřbitov.

## Galerie

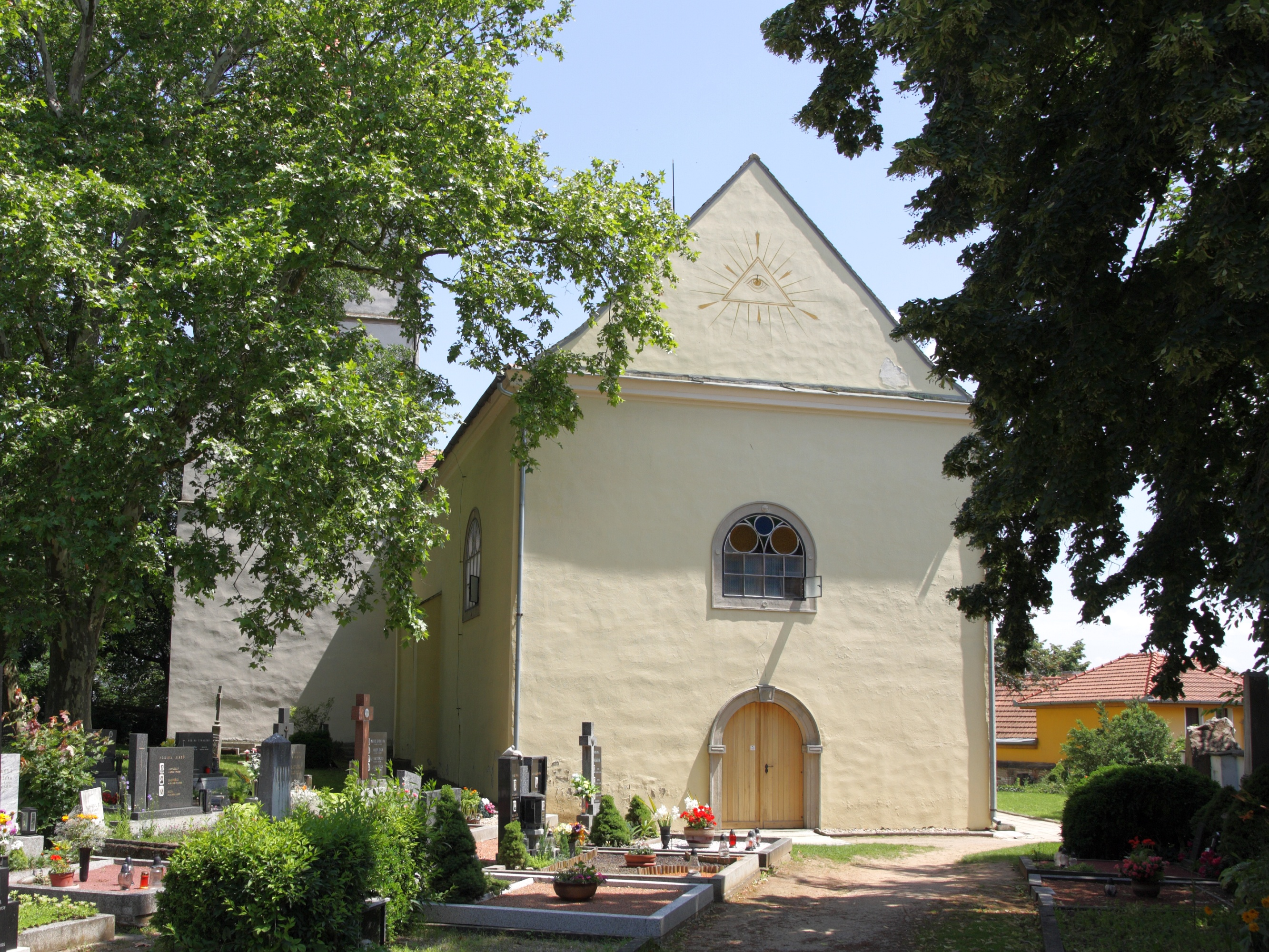
Pohled od hřbitova
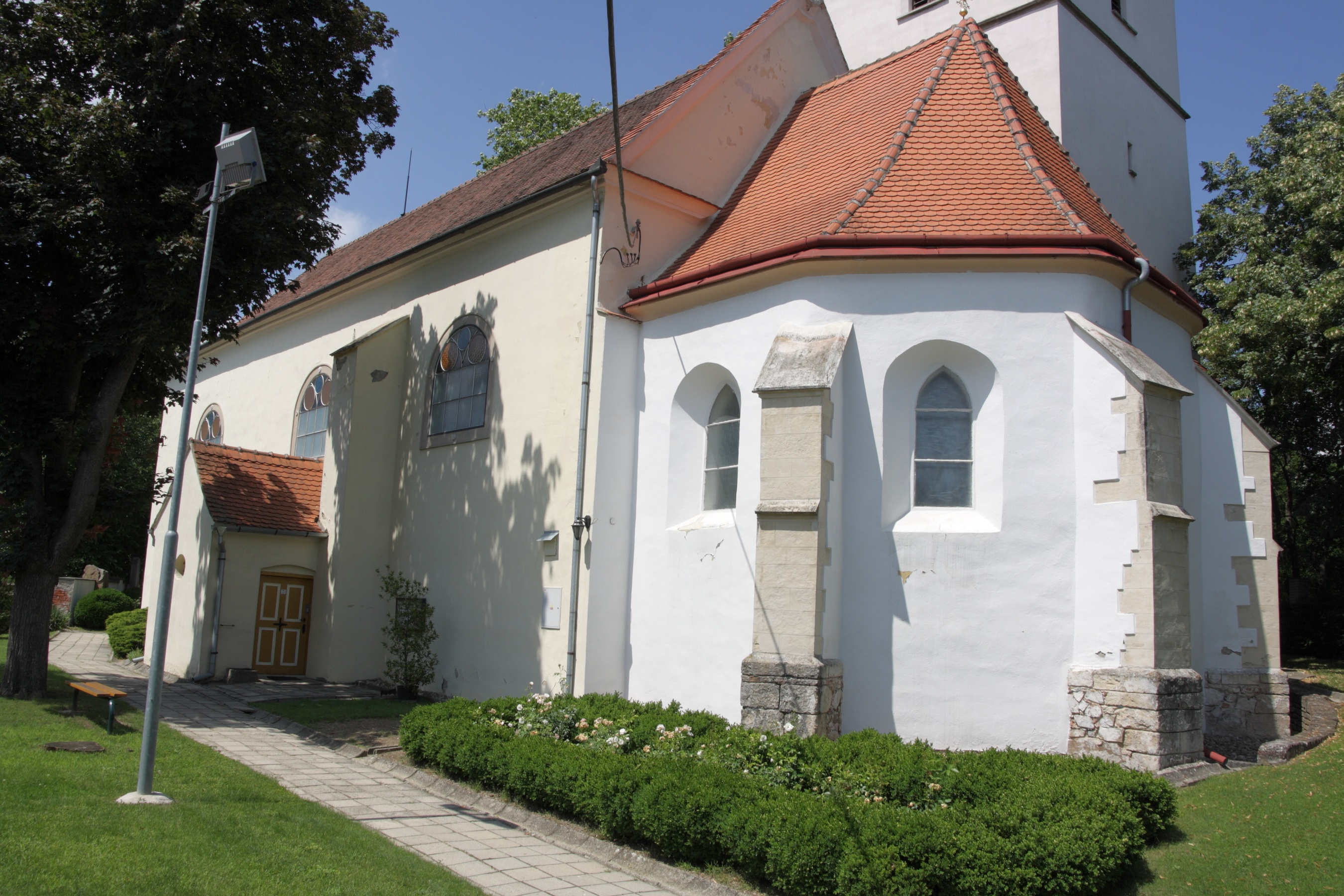
Přesbytář a kostelní loď
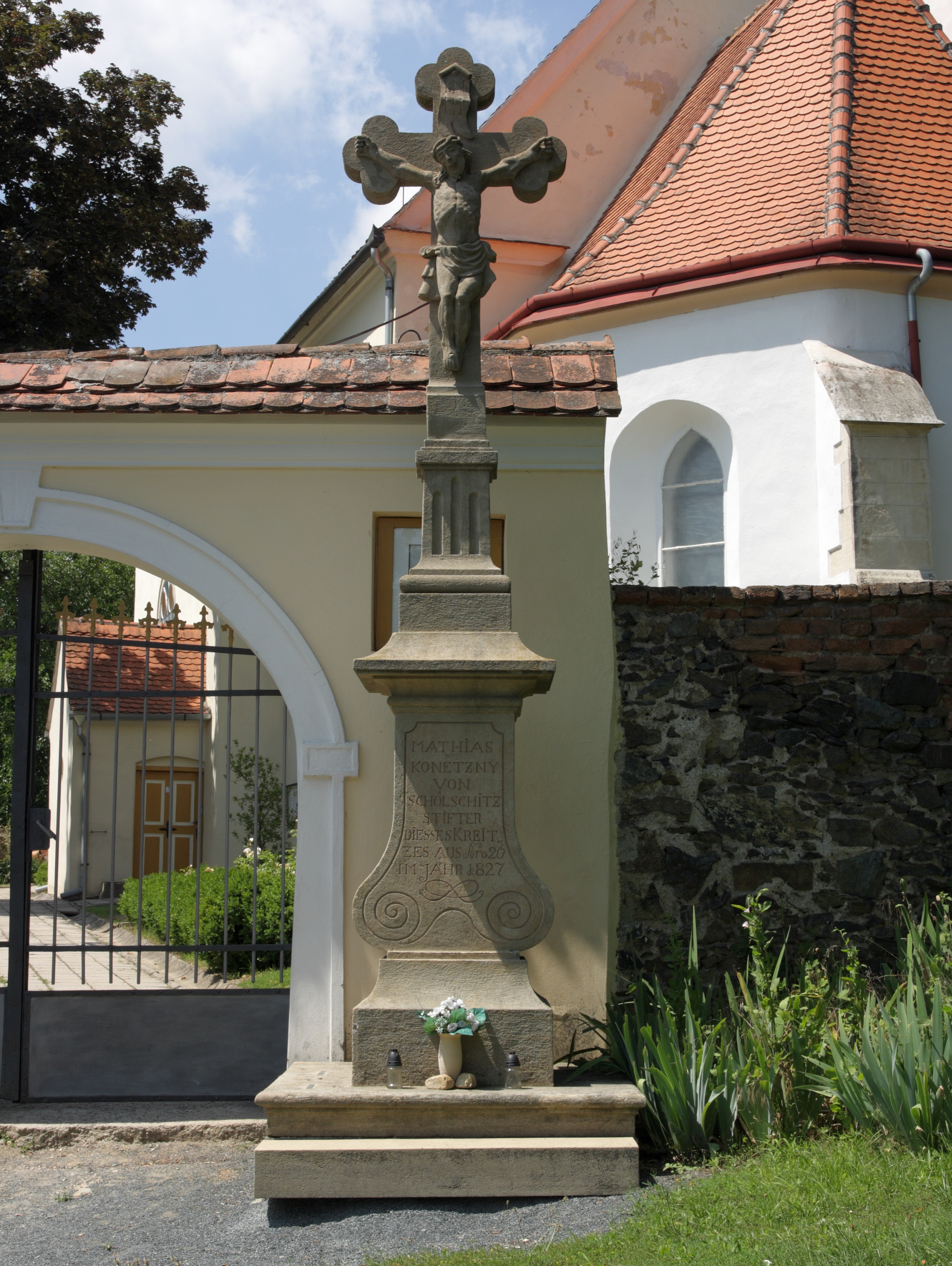
Kříž před kostelem